# حمله به پرل هاربر
حمله به پرل هاربر که از سوی مرکز فرماندهی نظامی امپراتوری ژاپن عملیات هاوایی یا عملیات زی خوانده می‌شد، حملهٔ ناگهانی نیروهای هوایی و دریایی امپراتوری ژاپن به پایگاه دریایی ایالات متحده در پرل هاربر در ساعت ۷:۴۸ (به وقت هاوایی) صبح روز یکشنبه ۷ دسامبر سال ۱۹۴۱ بود که موجب ورود ایالات متحده به جنگ جهانی دوم شد.

## پیش‌زمینه
از سال‌ها پیش از آغاز جنگ بین دو کشور، ایالات متحده در امپراتوری ژاپن یک کشور متخاصم فرض می‌شد. با این وجود این دو کشور در جنگ جهانی اول هم‌پیمان یکدیگر به حساب می‌آمدند. پس از این جنگ امپراتوری ژاپن به عنوان یک قدرت جهانی مطرح و به رقیبی برای ایالات متحده جهت سلطه بر اقیانوس آرام تبدیل گشت. پس از انحلال امپراتوری روسیه و روی کار آمدن اتحاد جماهیر شوروی، امپراتوری ژاپن خطر کمتری از سمت این کشور احساس می‌کرد و در نتیجه، در سیاست دفاعی جدید خود که در سال ۱۹۱۸ تبیین گردید، ایالات متحده را به منظور آماده‌سازی‌های آتی مخصوصاً در نیروی دریایی، دشمن بالقوه شماره یک خود مشخص نمود. از این رو بسیاری از افسران بااستعداد نیروی دریایی، جهت آشنایی و ارزیابی نیروی دریایی ایالات متحده، به عنوان فرستاده نظامی به این کشور عازم شدند.
رقابت امپراتوری ژاپن و ایالات متحده در اقیانوس آرام و آسیای جنوب شرقی در دوره میان‌دوجنگ به تدریج شدت بیشتری یافت. جنگ چین و ژاپن که از سال ۱۹۳۷ آغاز شده بود، همچنان ادامه داشت. در حالی که امپراتوری ژاپن بر مراکز عمده صنعتی، نیروی انسانی، بندرها و منابع زیرزمینی چین سلطه یافته بود، ایالات متحده با کمک به دولت چیانگ کای‌شک، در صدد بود راه سیاست توسعه‌طلبانه امپراتوری ژاپن را سد کند. در پی درگرفتن جنگ جهانی دوم و آغاز عملیات‌های جنگی در اروپا در سال ۱۹۳۹، موقعیت مساعدتری برای امپراتوری ژاپن در خاور دور فراهم شد؛ به گونه‌ای که رژیم نظامی حاکم بر آن، قصد خود مبنی بر توسعه منافع در آسیای جنوب شرقی ـ یا همان مستعمراتی که در اختیار استعمارگران اروپایی قرار داشت ـ را آشکار ساخت. ایالات متحده به‌طور جدی با طرح‌ها و نقشه‌های امپراتوری ژاپن مخالفت کرد و تحریم‌های اقتصادی و تجاری ضد آن را افزایش داد. ماه سپتامبر سال ۱۹۴۰ با ورود و استقرار نیروهای ژاپنی به شمال هندوچین به دستور فرانکلین روزولت ناوگان اقیانوس آرام ایالات متحده از ساحل غربی این کشور به پرل هاربر منتقل شد تا جلوی هر گونه پیشروی بیشتر امپراتوری ژاپن به سمت سمت شرق را بگیرد. ژاپن که دیگر جنگ با ایالات متحده را اجتناب‌ناپذیر می‌دید، روز ۲۷ سپتامبر به پیمان سه‌جانبه با آلمان و ایتالیا پیوست و آماده جنگ شد.

## برنامه‌ریزی ژاپن
بر مبنای طرح دفاع ملی ژاپن مأموریت نیروی دریایی تأمین حاکمیت این کشور بر اقیانوس آرام غربی بود. بر این اساس راهبرد نیروی دریایی ژاپن بر مبارزه با نیروی دریایی ایالات متحده در این منطقه قرار داشت. به عنوان طرف ضعیف‌تر ژاپن امکان ورود به اقیانوس آرام شرقی را نداشت پس طبیعتاً مجبور بود از منظر جغرافیایی حالت تدافعی به خود بگیرد. به هر صورت با توجه به ضعف محسوس در مقابل دشمن، ژاپن نمی‌توانست از تاکتیک‌های معمول برای رسیدن به اهداف خود استفاده کند؛ بنابراین نیروی دریایی ژاپن می‌بایست تأکید زیادی بر «غافلگیری» می‌نهاد. برای حصول غافلگیری نیاز به در دست گرفتن «ابتکار عمل» بود. از این رو ژاپن به‌جای دفاع صرف، راهبرد تهاجمی پیش گرفت تا این ابتکار عمل را محقق کند. در همین حال قرار گرفتن در موضع دفاعی برای حفظ روحیه عمومی مردم ژاپن بسیار مضر تلقی می‌شد.

## حمله به پرل هاربر

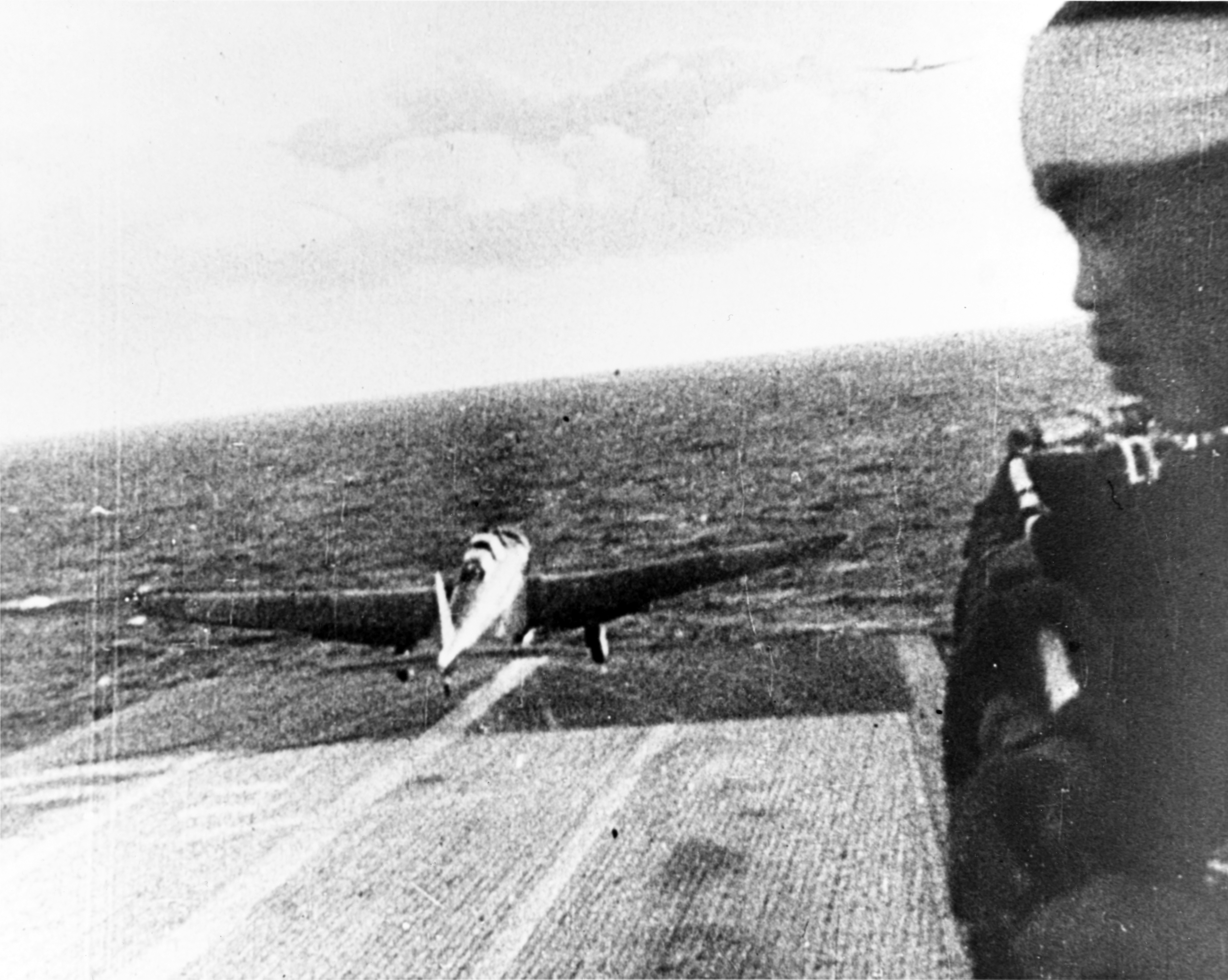
هواگرد ژاپنی در حال برخاستن از عرشه ناو هواپیمابر شوکاکو برای حمله به پرل هاربر

نیروی‌های هوایی و دریایی امپراتوری ژاپن روز ۷ دسامبر سال ۱۹۴۱ به پایگاه دریایی ایالات متحده در پرل هاربر در جزایر هاوایی در اقیانوس آرام حمله کردند و صدمات بسیار سنگینی به آمریکایی‌ها وارد آوردند. امپراتوری ژاپن صبح روز یکشنبه را برای این حمله انتخاب کرد تا با غافلگیری، بیش‌ترین صدمه را به نیروهای آمریکایی متحمل کند.
بسیاری در ژاپن این حمله را تمهیدی دفاعی در مقابل مجموعه طولانی اقدامات تحریک‌آمیز ایالات متحده که در حقیقت موجب آغاز مخاصمات شده بود، می‌دانستند.

## تلفات و خسارات ایالات متحده

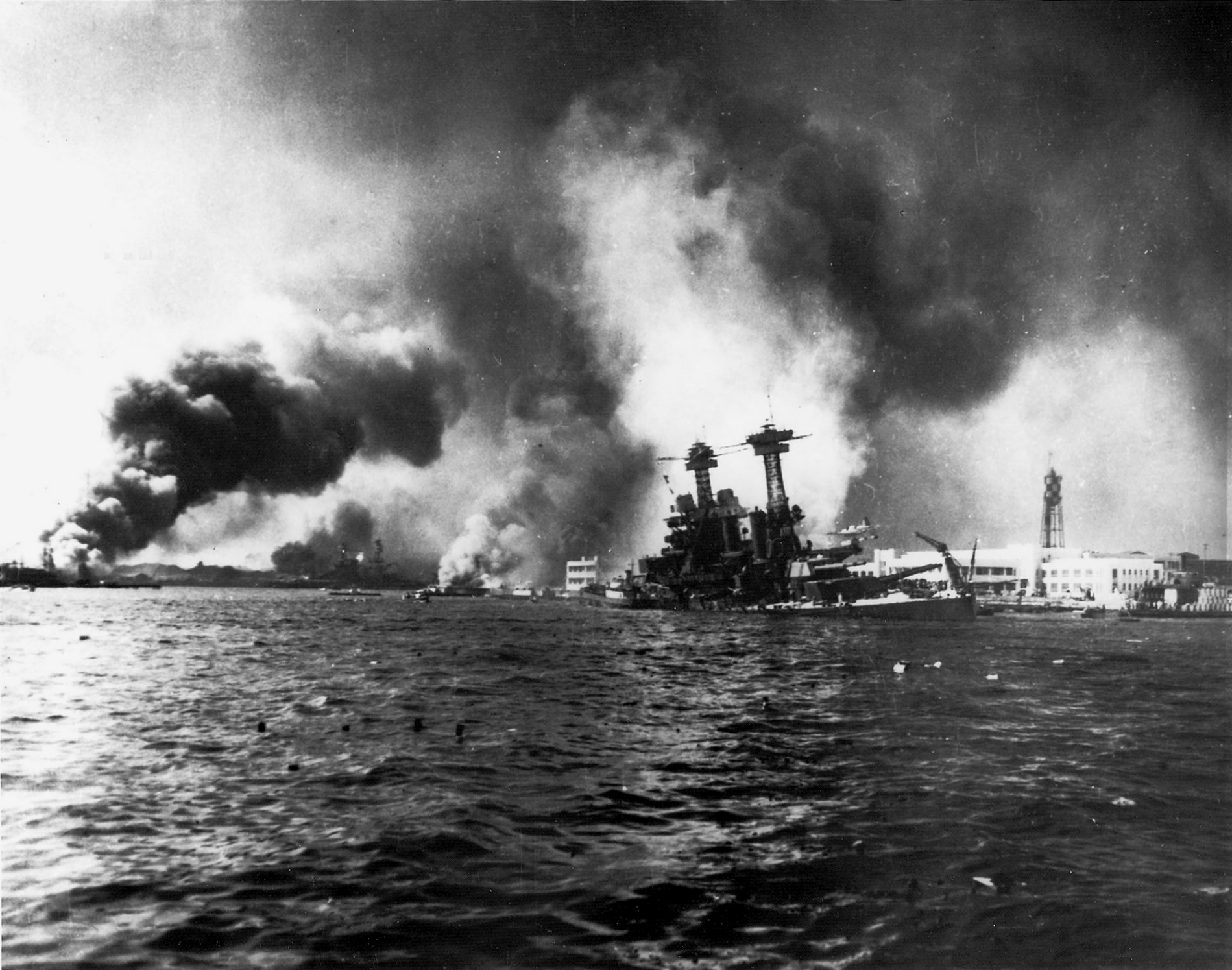
غرق شدن نبردناو یواس‌اس کالیفرنیا

نتیجه این حمله برای نیروی دریایی ایالات متحده یک فاجعه کامل بود. ۳۶۰ هواگرد ژاپنی توانستند پنج نبردناو آمریکایی را به همراه سه کشتی کوچک‌تر غرق کنند. سه نبردناو دیگر به گونه‌ای آسیب دیدند که توان عملیاتی خود را از دست دادند. علاوه بر این، ۱۸۸ هواگرد آمریکایی بر روی زمین نابود شد و ۱۵۵ هواگرد دیگر آسیب دیدند. در پایان روز شمار تلفات انسانی نیروهای آمریکایی بیش از ۲۴۰۰ کشته و ۱۲۴۰ مجروح بود.
نیروی دریایی ایالات متحده برای چند هفته از انتشار تصاویر خسارات وارد آمده به آن در اثر حمله به پرل هاربر خودداری کرد. تنها پس از نخستین سالگرد این حادثه، تصاویر گسترده آن از طریق مجله لایف در اختیار عموم قرار گرفت.

## ثمرات اولیه نبرد برای ژاپن
ناوگان ایالات متحده در اقیانوس آرام به‌طور موقت از کار افتاد. تایلند به اجبار با ژاپن متحد شد و انگلیسی‌ها از برمه و مالایا بیرون رانده شدند. سنگاپور توسط ژاپن فتح شد و شصت هزار تن به اسارت درآمدند. ژاپنی‌ها به سرعت اندونزی (هند شرقی هلند) را تصرف و سرانجام، ارتش ایالات متحده را در فیلیپین وادار به تسلیم کردند. آن‌ها همچنین جزایر آمریکایی و بریتانیایی را در غرب اقیانوس آرام تصرف و جای پایی در جزایر آلیوتی و گینه نو به دست آوردند؛ جایی که ژاپن، در واقع، می‌توانست استرالیا را مورد تهدید جدی قرار دهد. بدین سان، ژاپن همانند آلمان، در نخستین ماه‌های نبرد، به عنوان یک فاتح تمام عیار جلوه کرد و کنترل کامل اقیانوس آرام و آسیای جنوب شرقی را به دست گرفت.

## واکنش ایالات متحده
فرانکلین دلانو روزولت، رئیس‌جمهور ایالات متحده که منتظر چنین فرصتی بود، در یک سخنرانی شش و نیم دقیقه‌ای، با اشاره به «تهاجم ناگهانی و عامدانه امپراتوری ژاپن» در «روزی که در تاریخ جهان به بدنامی خواهد ماند»، از آمریکایی‌ها خواست انتقام این «بدنامی»، «خیانت» و «حمله بی‌دلیل و مفتضحانه» را جهت دستیابی به «پیروزی غیرقابل اجتناب»، بگیرند. او از کنگره این کشور خواهان اتخاذ حالت جنگی با امپراتوری ژاپن شد. بدین ترتیب سعی در القای اقدامات نظامی آتی ایالات متحده در جنگ جهانی دوم به عنوان «واکنش و دفاع از خود» گردید. دولت ایالات متحده روز بعد به ژاپن اعلان جنگ داد.

## پیامدها
حمله به پرل هاربر باعث شد تا ایالات متحده با تمام نیروی خود وارد جنگ گردد. نتایج جنگ در اروپا به ضرر نیروهای محور تمام شد و با شکست آلمان در سال ۱۹۴۵، پیشرفت پر شتاب نظامی امپراتوری ژاپن در سرتاسر شمال شرق آسیا و اقیانوس آرام متوقف شد و هیروهیتو، امپراتور ژاپن برای حفظ تاج و تخت خود و دفاع از بدنه اصلی خاک ژاپن دستور عقب‌نشینی از شرق و جنوب شرقی آسیا را صادر کرد.
ایالات متحده بارها از امپراتوری ژاپن خواست تسلیم شود ولی هیروهیتو و مقامات نظامی ژاپن نپذیرفتند. سرانجام ایالات متحده دو بمب اتمی به فاصله ۳ روز در شهرهای هیروشیما و ناگاساکی پرتاب کرد. بمباران اتمی هیروشیما و ناگاساکی توسط ایالات متحده باعث ویرانی و کشتار گسترده شهروندان این دو شهر گردید. حدود ۲۲۰٬۰۰۰ نفر در اثر این دو بمباران جان باختند که بیشتر آن‌ها را شهروندان غیرنظامی تشکیل می‌دادند و باعث شد ضربه سختی بر پیکره امپراتوری ژاپن وارد شود. سرانجام ماه اوت سال ۱۹۴۵ امپراتوری ژاپن شرایط ایالات متحده را پذیرفت و تسلیم شد.

## نظریه آگاهی قبلی آمریکا از حمله
واحد رمزگشایی ارتش آمریکا در سال ۱۹۴۰ موفق شد تا دستگاهی بسازد و از آن طریق کدهای رمز بنفش را بشکند و تا پایان جنگ، پیام‌های محرمانه مخابره‌شدهٔ مابین وزارت امور خارجه ژاپن و نمایندگی‌های خارجی آن کشور را رصد کند.
دست کم دو بار مسابقه جنگ دریایی، یکی در سال ۱۹۳۲ و دیگری در سال ۱۹۳۶، ثابت کرده بود که پرل هاربر در معرض چنین حمله‌ای است. دریادار جیمز ریچاردسون اندکی پس از اعتراض به تصمیم رئیس‌جمهور روزولت برای انتقال بخش عمده ناوگان اقیانوس آرام به پرل هاربر، از فرماندهی برکنار شد. تصمیمات رهبری نظامی و سیاسی برای نادیده گرفتن این هشدارها به نظریه‌های توطئه کمک کرده‌است. چندین نویسنده، از جمله جانباز جنگ جهانی دوم و روزنامه‌نگار رابرت استینت، نویسنده کتاب روز فریب، و دریادار سابق ایالات متحده رابرت آلفرد تئوبالد، نویسنده کتاب «راز پایانی پرل هاربر: زمینه واشینگتن در حمله پرل هاربر»، استدلال کرده‌اند که احزاب مختلف در دولت‌های ایالات متحده و انگلیس از قبل از حمله اطلاع داشتند و حتی ممکن است اجازه داده باشند که ژاپنی‌ها این حمله را انجام دهند یا حتی آنها را تشویق کرده باشند تا ایالات متحده مجبور شود از این طریق وارد جنگ شود. با این حال، این نظریه توطئه توسط مورخان جریان اصلی رد می‌شود.

## آثار برگرفته شده
در رابطه با حمله ژاپن به پرل هاربر فیلم‌های سینمایی متنوعی ساخته شده‌است. فیلم تورا! تورا! تورا! به کارگردانی ریچارد فلایشر و کینجی فوکاساکو در سال ۱۹۷۰ شرحی بر این حمله است.

## نگارخانه

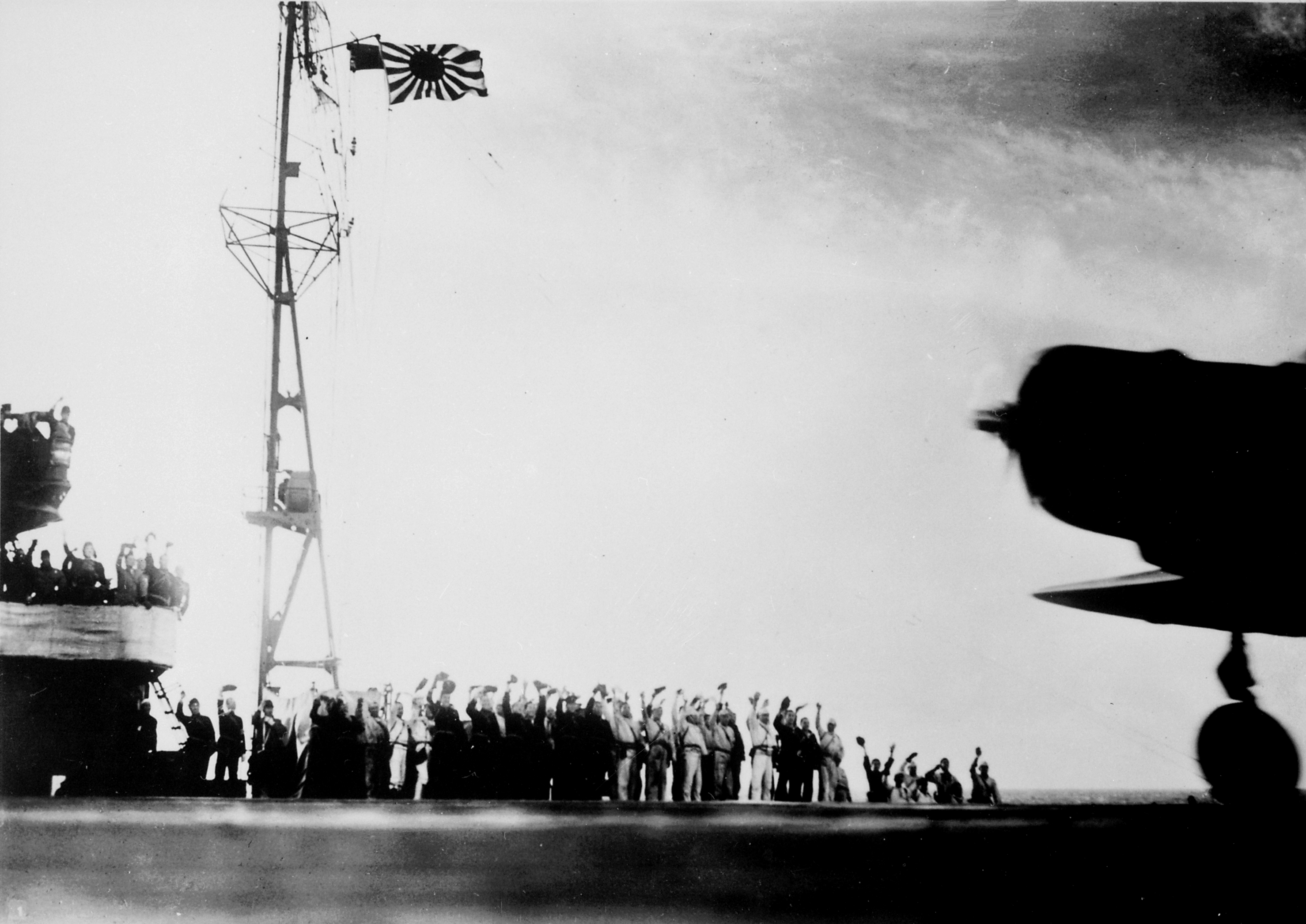
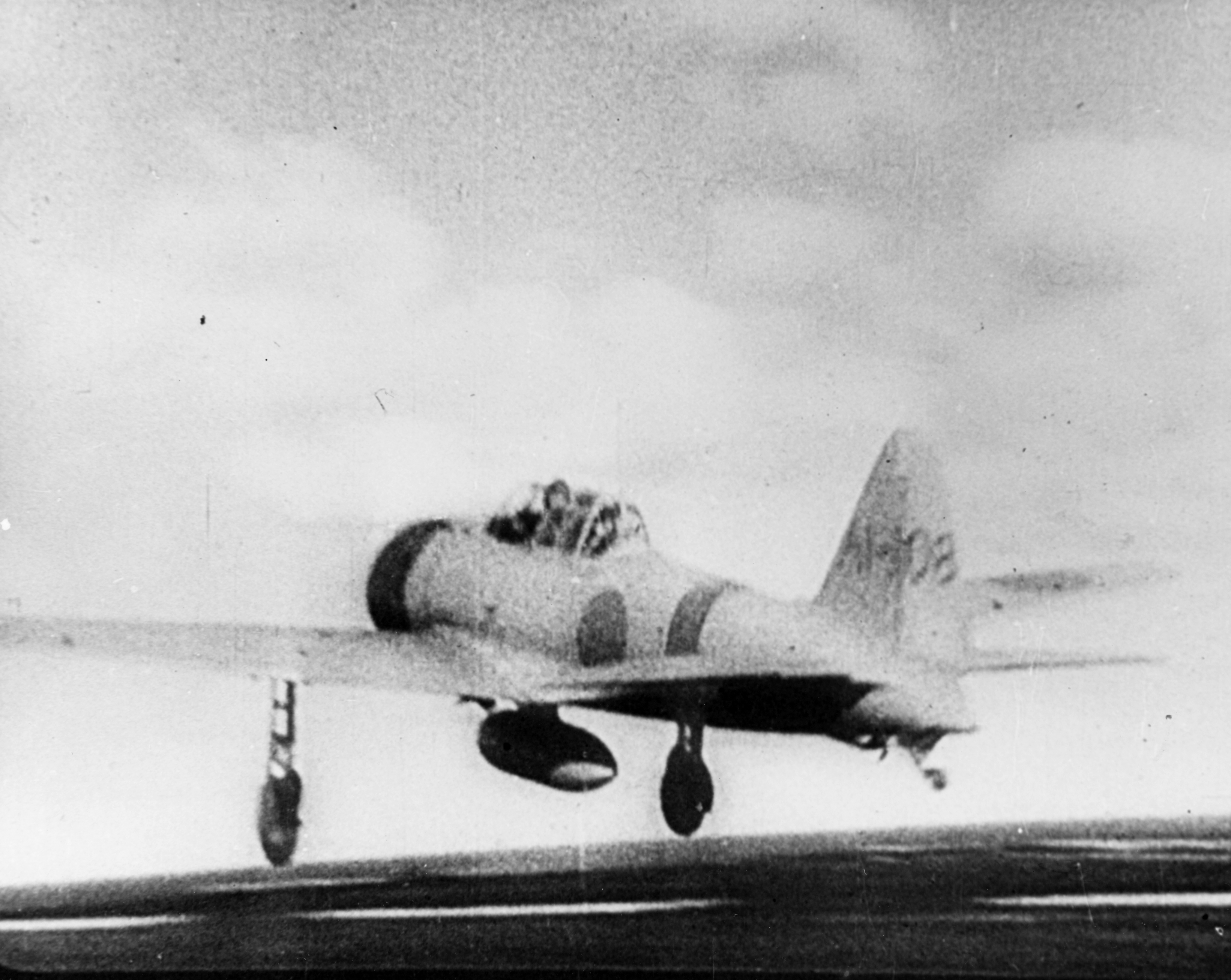
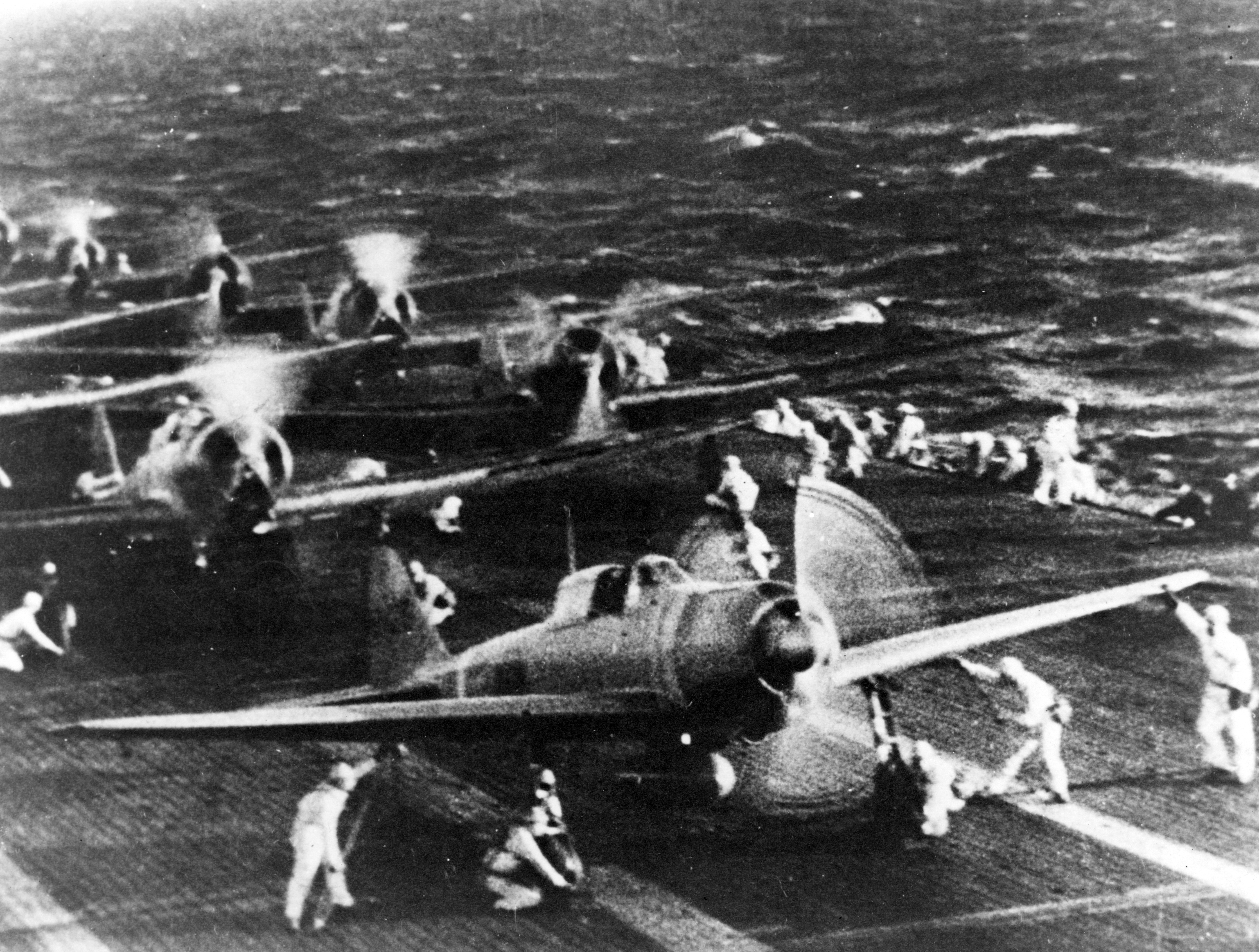
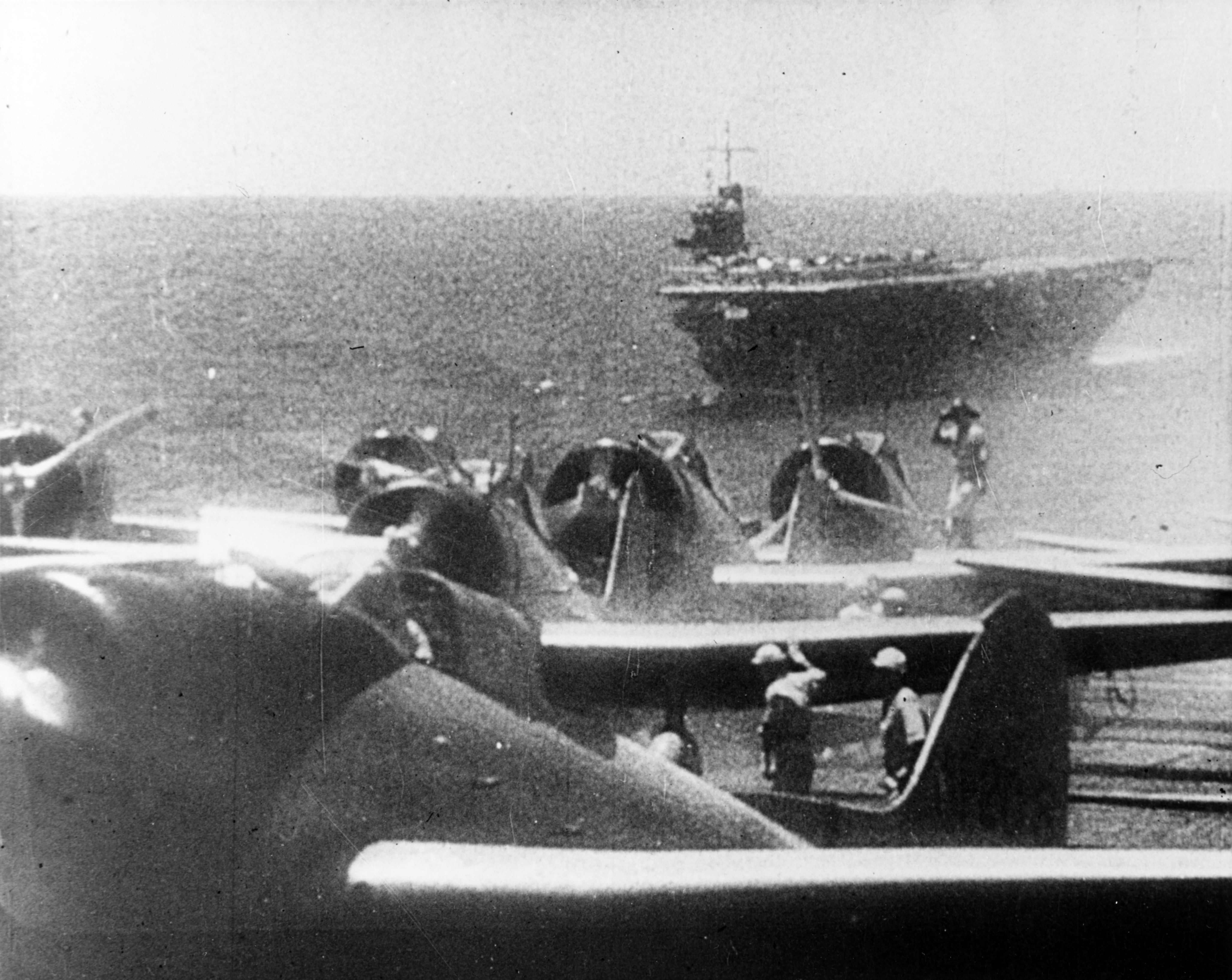
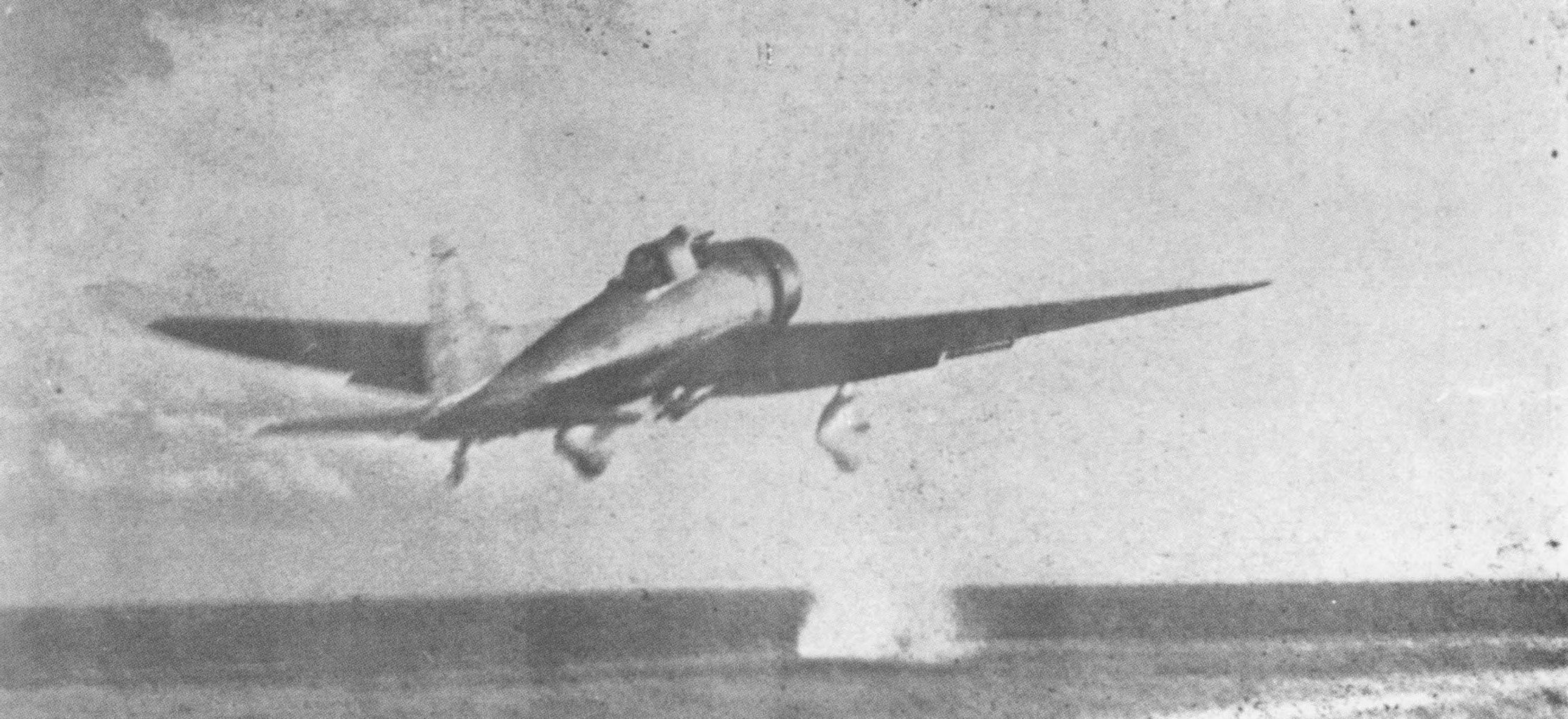
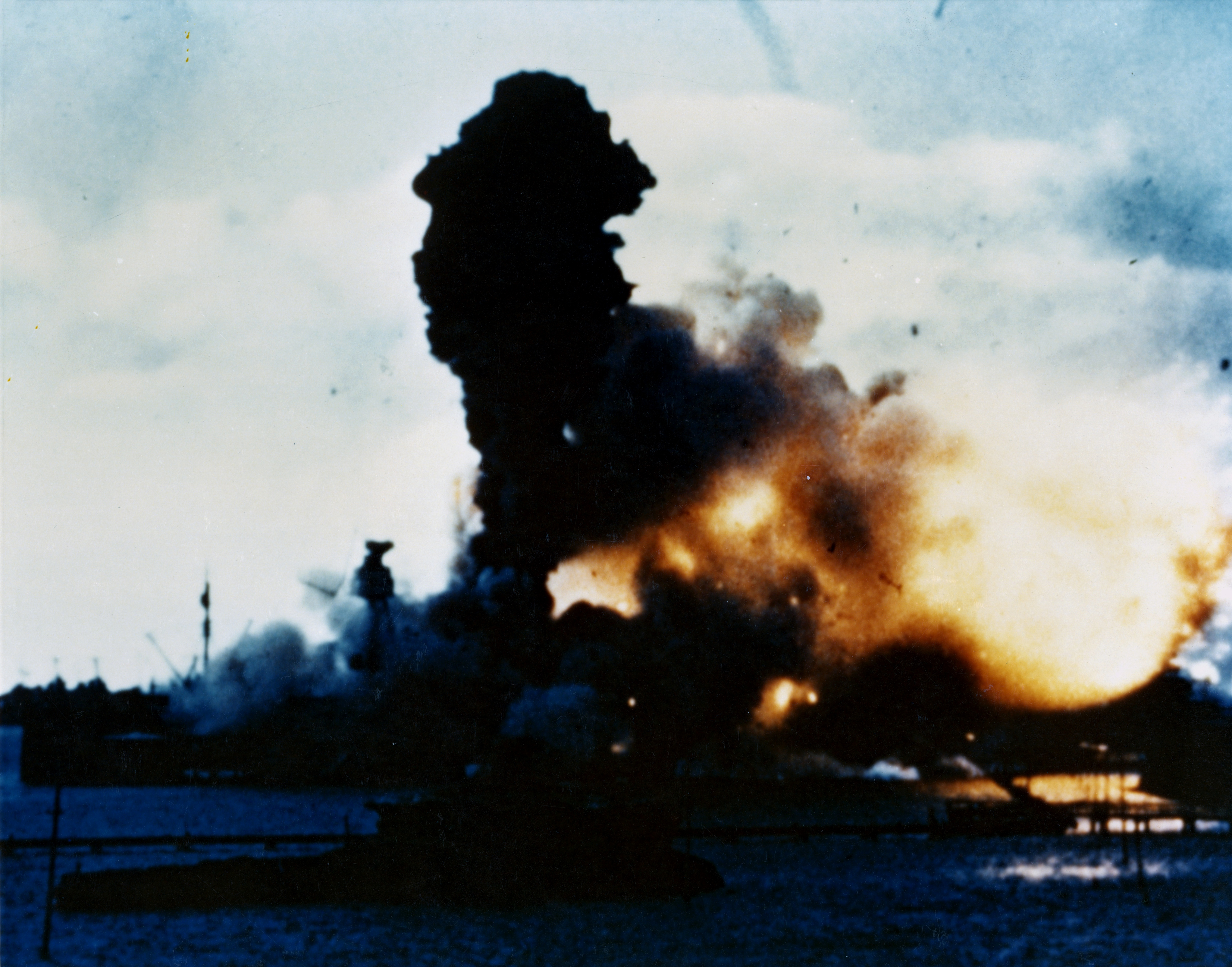
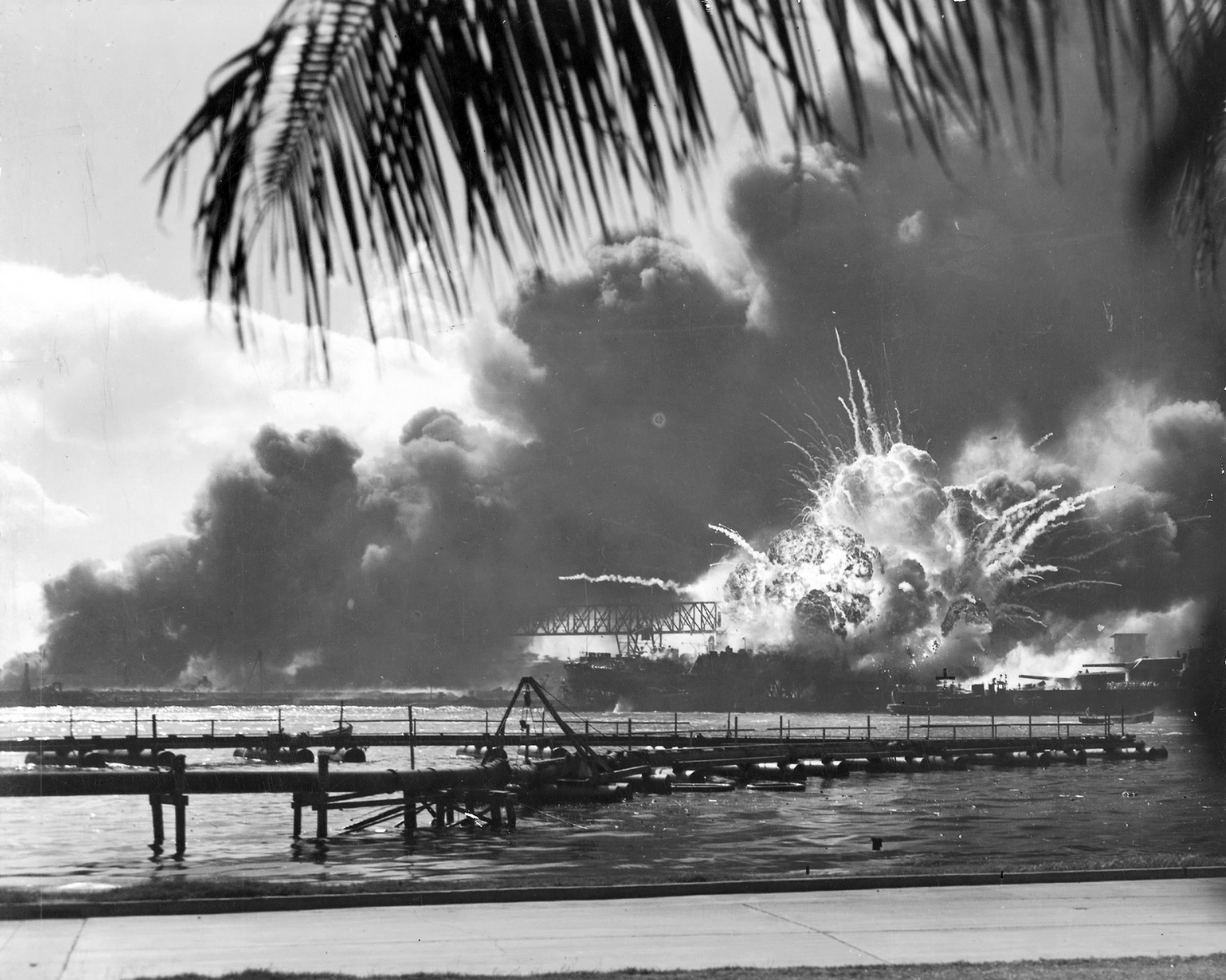
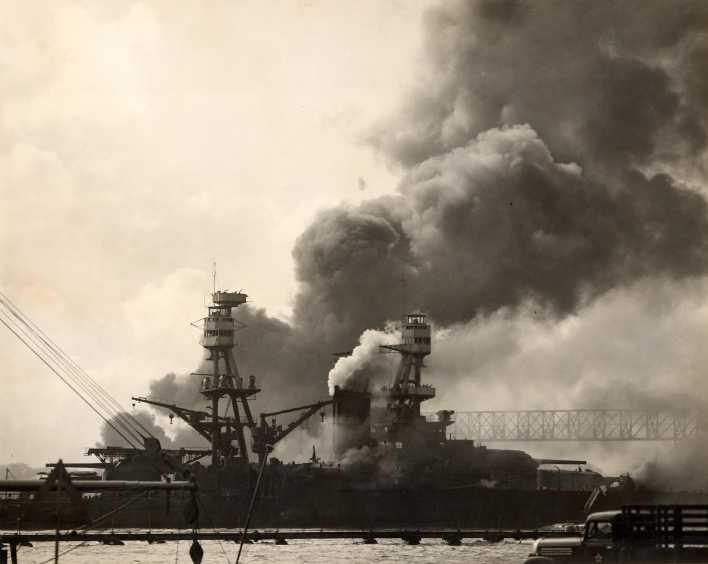
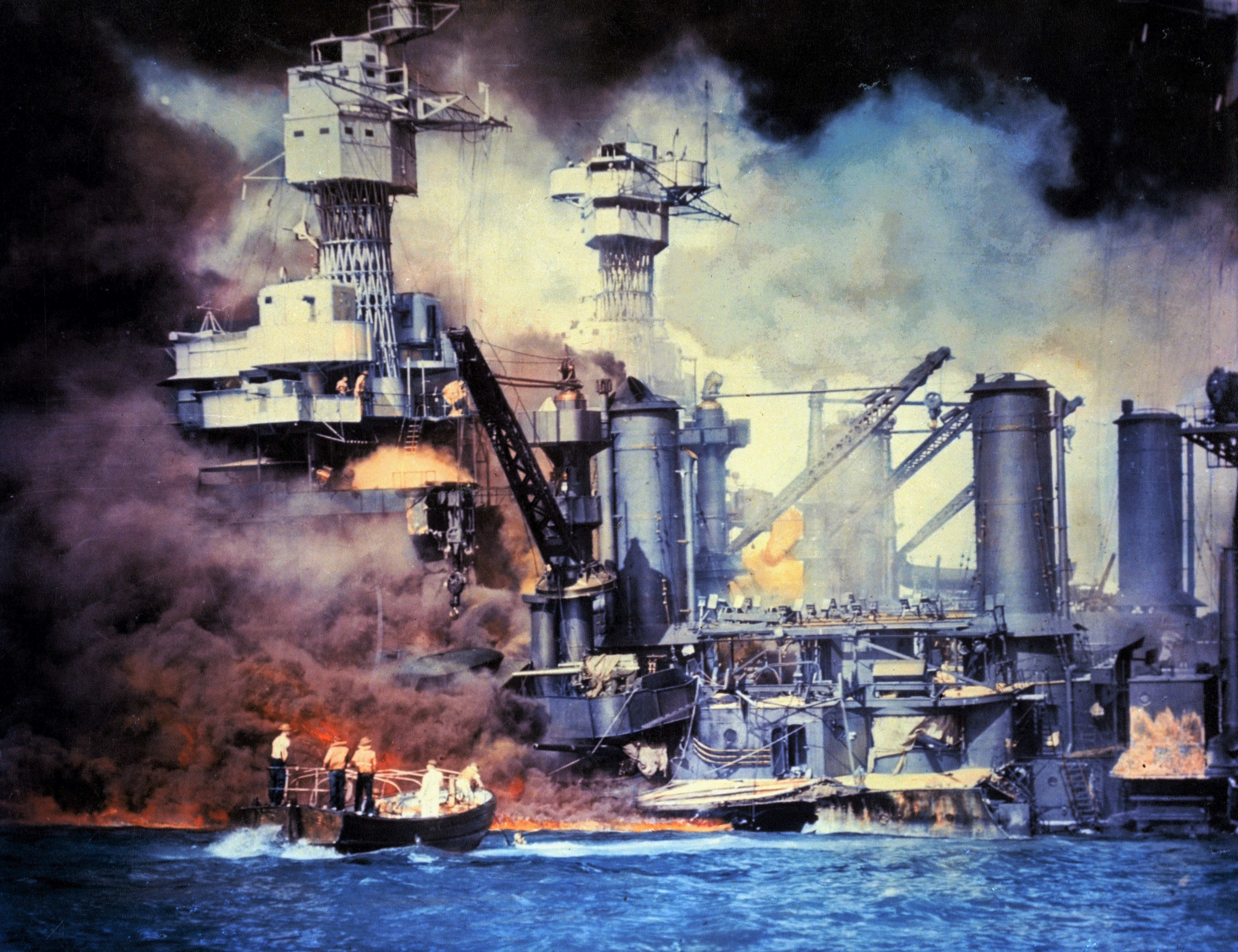
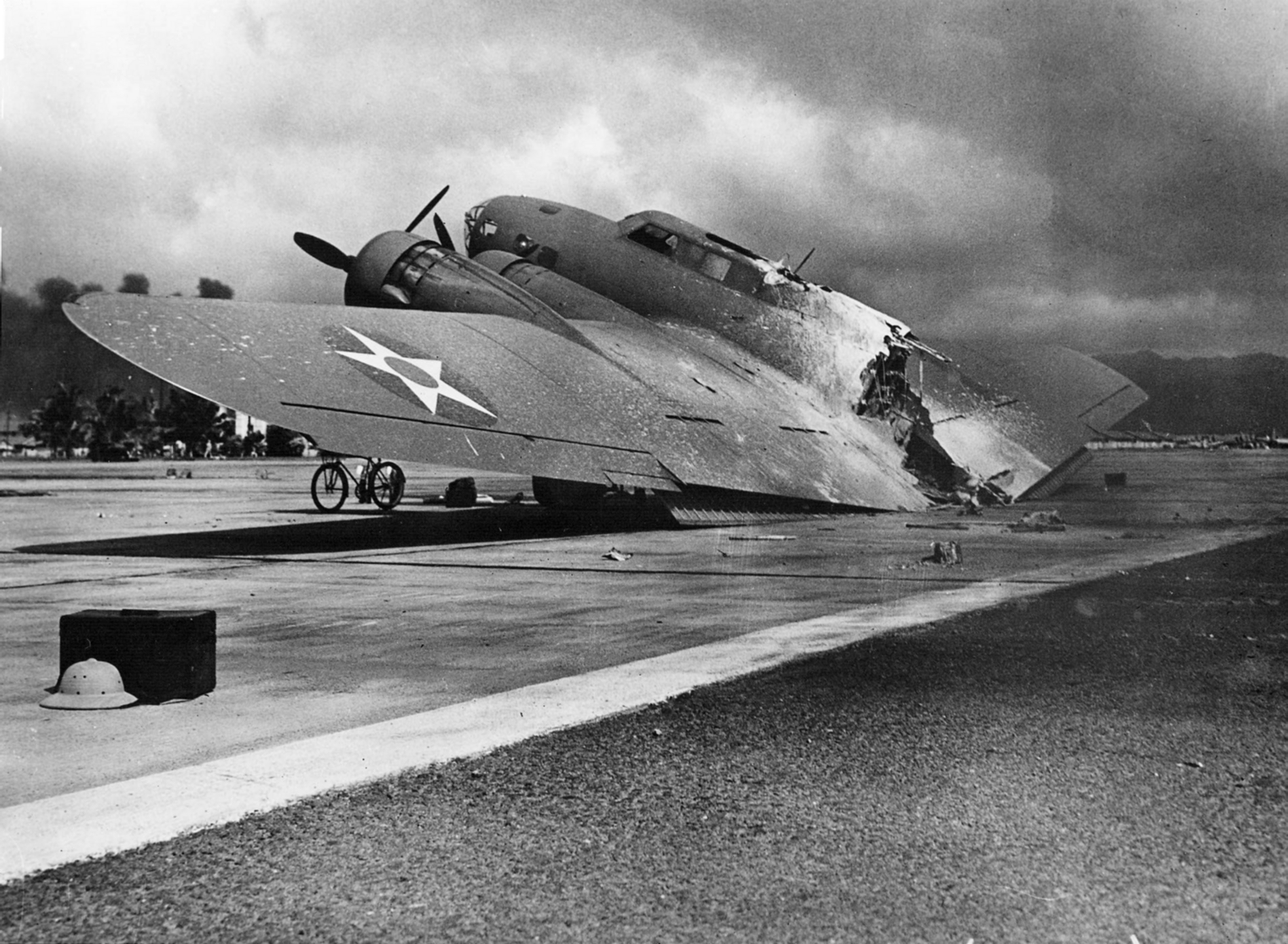
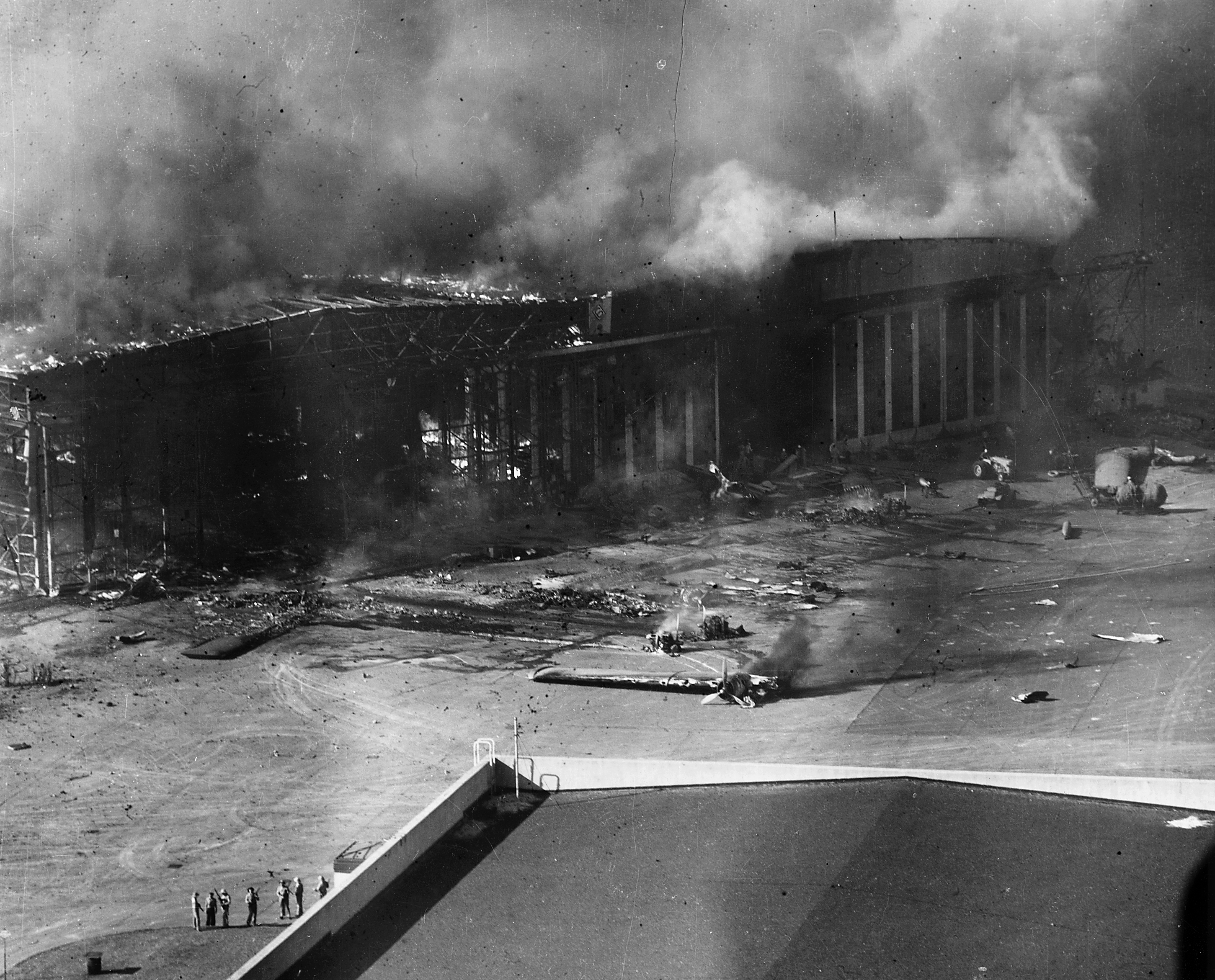
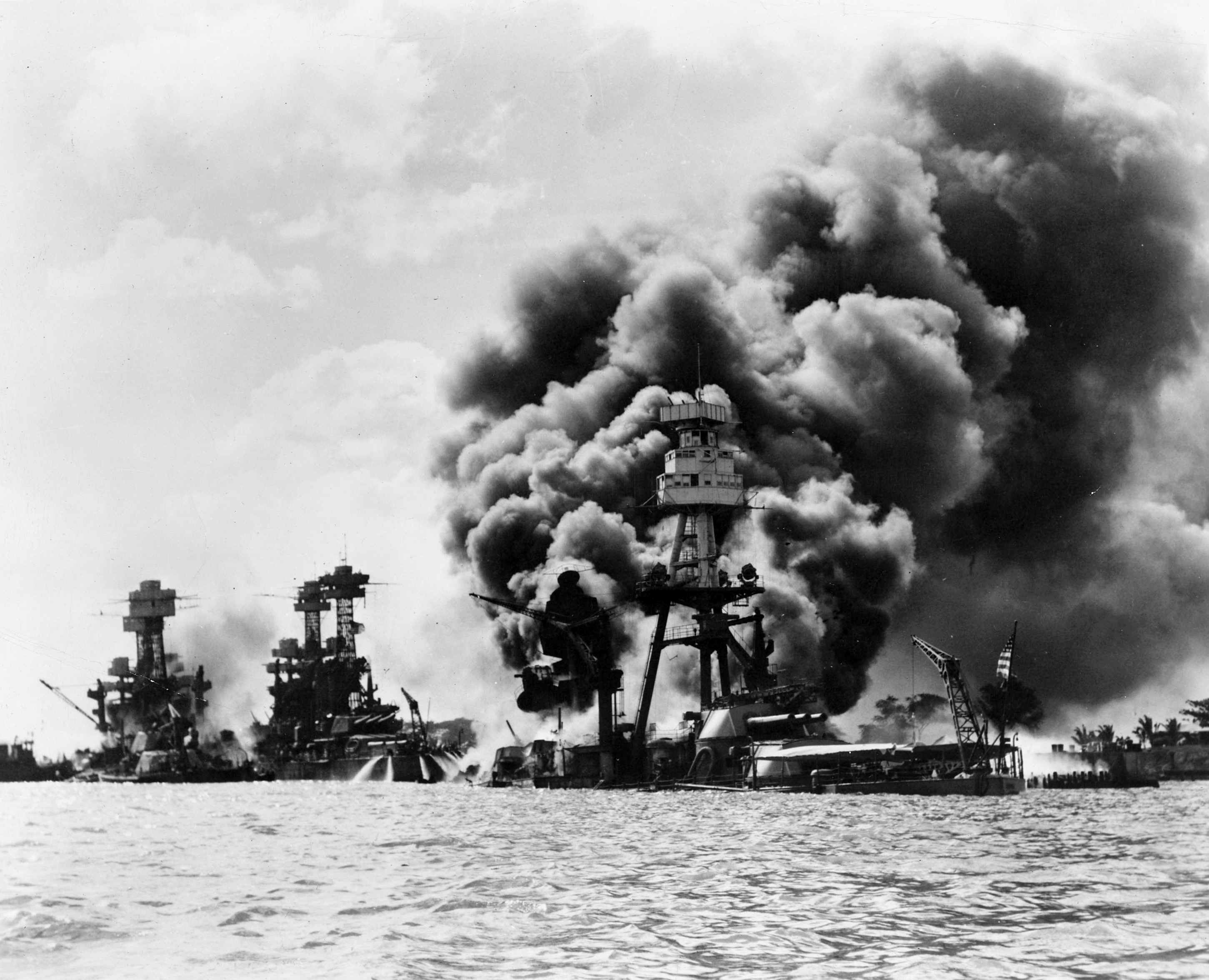